# Xerocomus zelleri
Espèce
Synonymes
- Boletellus zelleri (Murrill) Singer, Snell & E.A. Dick[2]
- Boletus zelleri (Murrill) Murrill[2]
- Ceriomyces zelleri Murrill[2]
- Xerocomellus zelleri (Murrill) Klofac (préféré par BioLib et NCBI)[2],[3]
- Xerocomus zelleri (Murrill) Murrill[2],[3]

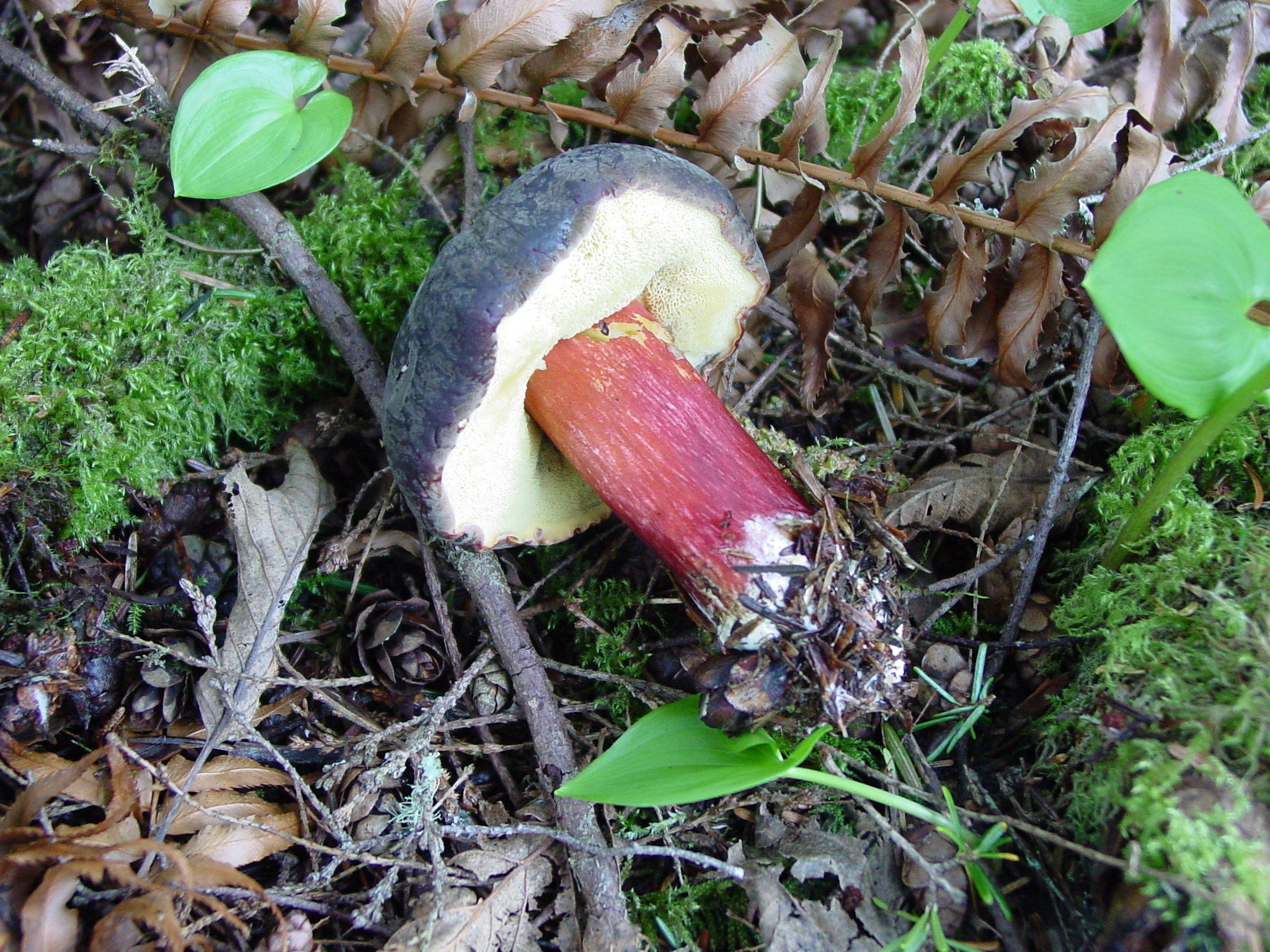
Vue du pied et de l'hymenium

Xerocomus zelleri, précédemment Boletus zelleri, aussi connu sous le nom de Xerocomelus zelleri, de son nom vernaculaire le Bolet de Zeller est une espèce de champignons basidiomycètes comestibles du genre Boletus dans famille des Boletaceae, que l'on trouve dans l'ouest de l'Amérique du Nord. Il se reconnait par la couleur brun foncé à rouge presque noir de la face supérieure de son chapeau, les pores jaunes de la face inférieure et sa tige rougeâtre. Il pousse en été et en automne sur le sol, souvent dans les forêts de pins d'Oregon ou à l'orée.

## Taxinomie
Xerocomus zelleri a d'abord été décrit par le mycologue américain William Alphonso Murrill en 1912
; Murrill l'avait d'abord nommé Ceriomyces zelleri avant de changer et de le classer dans le genre Boletus. Son nom d'espèce est dû au professeur Sanford Myron Zeller, mycologue de l'université d'État de l'Oregon qui, le premier a trouvé l'espèce à Seattle.
L’espèce a été déplacée dans le genre Xerocomus par Walter Henry Snell en 1944.

## Description
Le chapeau mesure entre 5 et 12 cm de diamètre, d'abord convexe puis s'aplatissant un peu à maturité. Il est charnu, velouté,
Cuticule: Les jeunes spécimens sont couverts par une fleur grisâtre avec une surface irrégulière, brun foncé à presque noir, sa marge est de couleur crème pâle.
Hymenium: les tubes qui composent la face inférieure du chapeau (l'hymenium) sont longs de 1,5 cm et anguleux, jaunes, devenant au cours du temps jaune sale et enfin jaune verdâtre; il y a 1 à 2 pores par millimètre sur la surface de l'hyménium, ils ne changent pas de couleur quand on les écrase mais elles peuvent devenir légèrement brunâtres lorsqu'on les expose à l'air pendant un certain temps. La chair est jaune à jaune sale, et peut présenter des taches bleues éparse lorsqu'il est coupé ou cassé.
Stipe: le pied peut atteindre 10 cm de hauteur, de 1 à 2,5 cm de diamètre et est renflé à la base. Sa surface est rouge ou jaune avec des lignes rouges, souvent de couleur blanche ou jaune à la base, la chair est de texture fibreuse; à maturité les pieds deviennent rouge jaunâtre à rouge foncé.
Sporée: l'impression des spores est brun olive; une source note que l'impression de spores de cette espèce peut laisser "beaucoup de jus jaune sur le papier".

## Comestibilité
Cette espèce est comestible mais on doit s'assurer que les spécimens récoltés sont exempts de larves de mouches. Il n'a pas d'odeur caractéristique et son goût est décrit comme léger ou "légèrement acide". Dans sa description d'origine, l'auteur a noté que sa texture était "légèrement mucilagineuse".

### Xerocomus zelleri
- (en) Catalogue of Life : Xerocomus zelleri (Murrill) Snell 1944 (Nom accepté: Xerocomellus zelleri  (Murrill) Klofac 2011) Non Valide (consulté le 14 novembre 2018)
- (en) Index Fungorum : Xerocomus zelleri (Murrill) Snell 1944 (Nom accepté: Xerocomellus zelleri  (Murrill) Klofac 2011) Non valide (consulté le 14 novembre 2018)
- (en) MycoBank : Xerocomus zelleri (Murrill) Snell (consulté le 14 novembre 2018)

### Xerocomellus zelleri
- (en) BioLib : Xerocomellus zelleri  (Murrill) Klofac (consulté le 14 novembre 2018)
- (en) Catalogue of Life : Xerocomellus zelleri (Murrill) Klofac (consulté le 18 décembre 2020)
- (en) Index Fungorum : Xerocomellus zelleri (Murrill) Klofac 2011 (consulté le 14 novembre 2018)
- (en) MycoBank : Xerocomellus zelleri (Murrill) Klofac Non Valide (consulté le 14 novembre 2018)
- (en) NCBI : Xerocomellus zelleri (taxons inclus) (consulté le 14 novembre 2018)

### Boletus zelleri
- (en) BioLib : Xerocomellus zelleri  (Murrill) Klofac (Syn. de Boletus zelleri) (consulté le 14 novembre 2018)
- (en) Catalogue of Life : Boletus zelleri (Murrill) Murrill 1912 (Nom accepté: Xerocomellus zelleri  (Murrill) Klofac 2011) Non Valide (consulté le 14 novembre 2018)
- (en) Index Fungorum : Boletus zelleri (Murrill) Murrill 1912 (Nom accepté: Xerocomellus zelleri  (Murrill) Klofac 2011) Non valide (consulté le 14 novembre 2018)
- (en) MycoBank : Boletus zelleri (Murrill) Murrill Non Valide (consulté le 14 novembre 2018)
- (en) NCBI : Xerocomellus zelleri (Syn. de Boletus zelleri) (taxons inclus) (consulté le 14 novembre 2018)